# Twentynine Palms (film)
Twentynine Palms è un film del 2003 diretto da Bruno Dumont.

## Trama
Il fotografo David (David Wissak) compie un sopralluogo di lavoro in una zona deserta vicino a Twentynine Palms (California). Lo accompagna la fidanzata Katia (Yekaterina Golubeva). Il loro viaggio si svolge tra paesaggi aridi, litigi, lunghi silenzi. Mentre David spinge Katia a fare sesso nei luoghi più impensati la donna mostra lati possessivi, infantili e fragili del suo carattere. Ma la tragedia è dietro l'angolo.